# Бессмертная возлюбленная (фильм, 1994)
«Бессмертная возлюбленная» (англ. Immortal Beloved) — биографический фильм 1994 года режиссёра и сценариста Бернарда Роуза. Главные роли исполнили Гэри Олдмен, Йерун Краббе, Изабелла Росселлини и Йоханна тер Стеге. Фильм во флэшбэках рассказывает о жизни немецкого композитора Людвига ван Бетховена (Олдмен), а также о том, как секретарь и первый биограф Бетховена Антон Шиндлер (Краббе) пытается установить личность «Бессмертной возлюбленной», о которой говорится в завещании, найденном в личных бумагах покойного композитора. Шиндлер путешествует по Австрийской империи, разговаривая с женщинами, которые могли бы стать потенциальной кандидаткой на это звание, а также вспоминает бурную жизнь самого Бетховена. 

## Сюжет

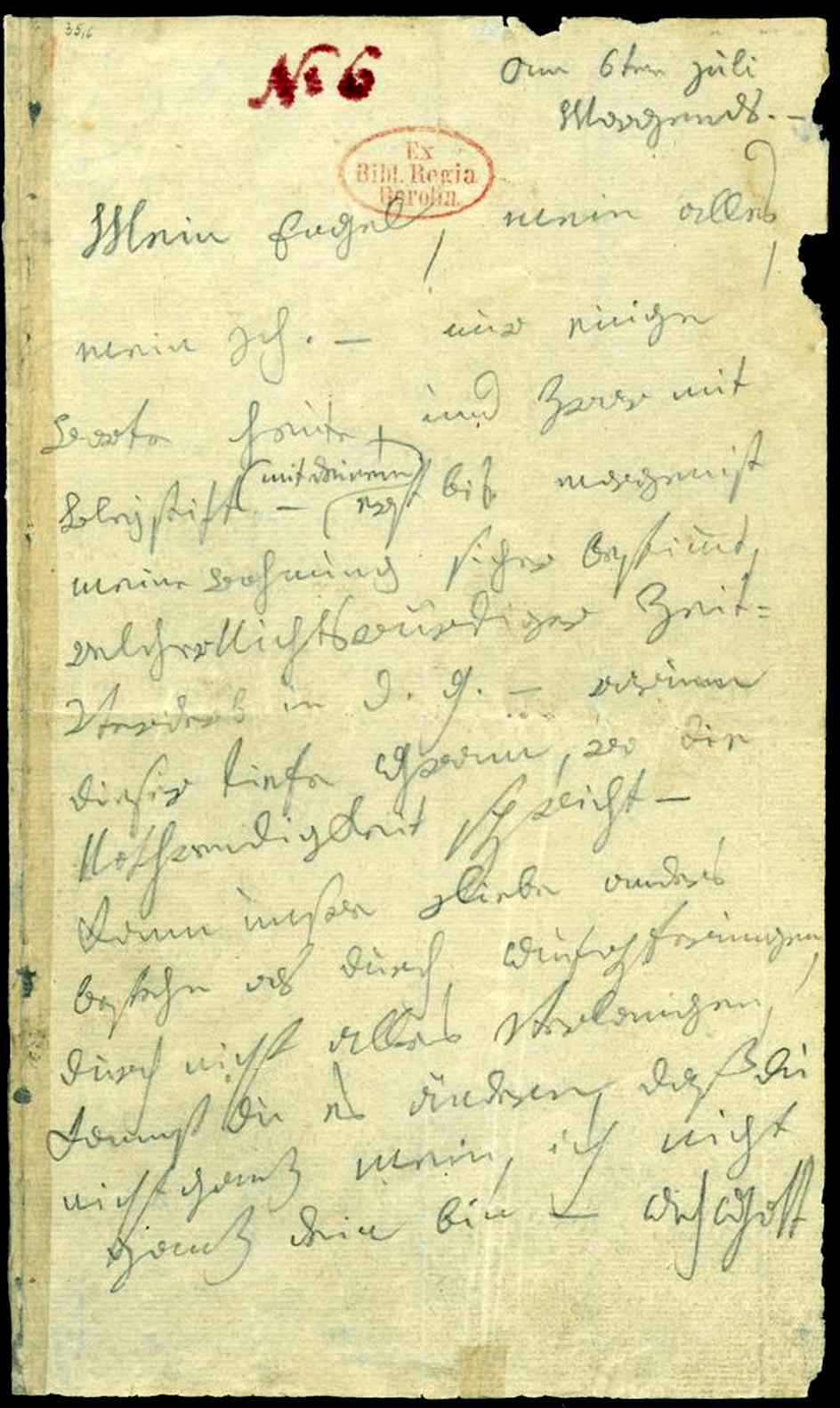
Оригинальное письмо Бетховена

После смерти Людвига ван Бетховена в 1827 году его помощник и близкий друг Шиндлер обнаруживает последнее завещание композитора. В нём говорится, что все музыкальные произведения и весь капитал Бетховена переходят в собственность его единственной наследницы и «бессмертной возлюбленной». К завещанию прилагается многостраничное письмо, адресованное «бессмертной возлюбленной», однако имя её не упоминается. Шиндлер отправляется на поиски таинственной незнакомки и встречается с несколькими женщинами, которые, как он знал, сыграли важную роль в жизни Людвига.
Первым делом Шиндлер встречается с Джульеттой Джуччарди, которая в молодости, будучи незамужней женщиной, училась у Бетховена игре на фортепиано и влюбилась в него. Во флешбэках показано, что Джульетта намеревалась выйти замуж за Бетховена, который сделал ей предложение. Однако против Бетховена был категорически настроен её отец, называвший композитора человеком без положения и состояния, вдобавок он был обеспокоен слухами о том, что Бетховен из-за недуга утратил способность писать музыку и выступать с концертами. 
Джульетта заключает с отцом тайную сделку: если Бетховен докажет, что всё ещё может играть, он даст согласие на брак. Джульетта прячется вместе с отцом, пока композитор музицирует на новом фортепиано, полагая, что он один. Когда Джульетта и её отец входят в зал, Бетховен приходит в ярость, чувствуя себя преданным. Джульетта зовёт его, чтобы извиниться, и только тогда понимает, что Бетховен глухой.
Шиндлер знакомится с Анной-Марией Эрдёди, которая утешает Бетховена после того, как публика насмехается во время провального концерте: композитор, теперь полностью глухой, не в состоянии дирижировать оркестром. Во время нападения Наполеона на Вену погибает маленький сын Анны-Марии, и Бетховен утешает её в горе, завязывая любовные отношения. Однако в разговоре с Шиндлером Эрдёди отрицает, что была «бессмертной возлюбленной» Бетховена.
Расследование Шиндлера возвращает его в круг семьи Бетховена. В молодости Бетховен крайне неодобрительно относился к женитьбы своего брата Каспара на Иоганне Рейс, дочери Антона Ван Рейса, преуспевающего венского обойщика, и даже однажды пытался добиться ареста Иоганну за распутный образ жизни. После смерти брата Бетховену удается получить опеку над своим племянником Карлом: соответствующее ходатайство которое было одобрено из-за скандальной репутации его невестки, ранее обвиненной в воровстве. Хотя мальчик равнодушен к музыке, его дядя одержим идеей сделать из него композитора и, забрасывает собственную карьеру.
В подростковом возрасте Карл ежедневно проводит часы за игрой на фортепиано. Бетховен убежден, что Карл добьется большого успеха как композитор, но Карл знает, что у него нет таланта, и, доведенный до предела своим дядей, пытается покончить жизнь самоубийством. Он остаётся в живых, но говорит Бетховену, что никогда больше не хочет его видеть.
Шиндлер узнает, что на самом деле именно Иоганна была главной любовью в жизни Бетховена, и что Карл, зачатый до её замужества с Каспаром, на самом деле является его сыном, а не племянником. Иоганна и Бетховен договорились вместе остановиться в отеле в Карлсбаде, но Бетховен задержался в пути и написал письмо «бессмертной возлюбленной» с объяснением причин опоздания. Однако Иоганна по стечению обстоятельств так и не открыла доставленное ей письмо и, полагая, что Бетховен бросил её, покинула отель и вместо этого вышла замуж за Каспара. И Бетховен, и Иоганна чувствовали себя преданными, их любовь переросла в ненависть. Однако когда Иоганна услышала исполнение Девятой симфонии Бетховена, она простила его и в конечном итоге помирилась с ним на смертном одре, когда он вернул ей опеку над Карлом.
Шиндлер передаёт Иоганне письмо «бессмертной возлюбленной», из которого она наконец узнаёт, что произошло в ту ночь, когда они должны были встретиться в гостинице. Потрясённая Иоганна понимает, как несчастный случай и недоразумение разлучили их, и навещает могилу Бетховена.

## В ролях
- Гэри Олдмен — Людвиг ван Бетховен
- Йерун Краббе — Антон Шиндлер
- Изабелла Росселлини — Анна-Мари Эрдеди
- Йоханна тер Стеге — Йоганна Райс
- Марко Хофшнайдер — Карл Бетховен
- Валерия Голино — Джульетта Гвиччарди
- Мириам Маргулис — Нанетт Штрейхерова
- Барри Хамфрис — Клеменс Меттерних
- Джерард Хоран — Николаус Иоганн ван Бетховен
- Кристофер Фулфорд[англ.] — Каспар Антон Карл ван Бетховен
- Александра Пигг — Тереза Обермайер
- Луиджи Диберти — Франц Иосиф Гвиччарди
- Майкл Калкин — Якоб Хотцевар
- Донал Гибсон — Карл Хольц
- Мэттью Норт — Карл ван Бетховен в юности

## Саундтрек
- Оркестр: Лондонский симфонический оркестр под управлением Георга Шолти.
- Инструментальные солисты:
  - Мюррей Перайя, фортепиано
  - Гидон Кремер, скрипка
- Джульярдский струнный квартет

### Список композиций
(в порядке появления)
- Симфония № 5, op. 67: Allegro con brio.
- Торжественная месса: Kyrie, Agnus Dei.
- К Элизе (полностью).
- Симфония № 3, op. 55 («Героическая»).
- Соната для фортепиано № 14 («Лунная»): Adagio sostenuto.
- Симфония № 6, op. 68, («Пасторальная»): Storm.
- Фортепианное трио № 5 ре мажор, op. 70, No. 1 "Ghost"
- Концерт для скрипки с оркестром ре мажор, op. 61.
- Соната для фортепиано № 8, («Патетическая)».
- «Сорока-воровка» Россини
- Симфония № 9, op. 125: Allegro ma non troppo, un poco maestoso (первые 2 минуты).
- Концерт для фортепиано с оркестром № 5 («Император») (тема любви, финальные титры).
- Симфония № 7, op. 92: Allegretto (тема Карла)
- Соната для скрипки ля мажор, op. 47 («Крейцерова соната»): Adagio sostenuto- Presto.
- Симфония № 9, op. 125: Ода к радости.
- Струнный квартет № 13, op. 130
- Христос на Масличной горе (оратория), op. 85

## Факты
Когда мне предложили сыграть Бетховена, у меня было одно условие — не чудить с волосами. Тогда агент сказал мне: «Прочитай-ка сценарий еще разок».
- В основе сюжета фильма — реальный исторический факт: после смерти Бетховена среди его бумаг было найдено письмо «Бессмертной возлюбленной» (Unsterbliche Geliebte)[3]
- Слоган фильма — англ. The genius behind the music. The madness behind the man. The untold love story of Ludwig van Beethoven
- Первоначально на роль композитора планировался Энтони Хопкинс, но продюсеры остановились на Олдмене, который сам и музицировал на экране: фортепиано — его хобби.